# James Lovegrove
Œuvres principales
- Days

James Lovegrove, né le 24 décembre 1965 à Lewes en Angleterre, est un romancier britannique de science-fiction spéculative, fantasy et horreur.

## Biographie
Né le 24 décembre 1965, James Lovegrove est diplômé de l'université d'Oxford en littérature anglaise. Il est également critique littéraire pour le Financial Times. James Lovegrove vit actuellement à Eastbourne dans le Sussex, avec son épouse et ses deux enfants.
Son premier roman, The Hope, est publié en 1990 par Macmillan. Il a été nommé pour le prix Arthur-C.-Clarke 1998 pour son second roman, Days. Cet ouvrage, qui fut le premier traduit en français (éditions Bragelonne, réédité chez J'ai lu collection SF), est une anticipation sociale sur l'émergence de giga-complexes commerciaux, régissant en profondeur les codes sociaux de nos sociétés modernes.
La plupart de ses romans ne sont pas encore traduits en français.

## Œuvres

### SériePantheon
1. L'Âge de Ra, Eclipse, 2012 ((en) The Age Of Ra, Solaris Books, 2009)  (ISBN 978-2-36270-032-3)
2. (en) The Age Of Zeus, Solaris Books, 2010
3. (en) The Age of Odin, Solaris Books, 2011
4. (en) Age of Aztec, Solaris Books, 2012
5. (en) Age of Voodoo, Solaris Books, 2013
6. (en) Age of Shiva, Solaris Books, 2014
7. (en) Age of Heroes, Solaris Books, 2016
8. (en) Age of Legends, Solaris Books, 2019
  - (en) Age of Godpunk, Solaris Books, 2013, recueil de nouvelles

### SérieJohn Redlaw
1. (en) Redlaw, Solaris Books, 2011
2. (en) Redlaw Red Eye, Solaris Books, 2012

### SérieDev Harmer
1. (en) World of Fire, 2014
2. (en) World of Water, 2016

### UniversSherlock Holmes

#### SérieSherlock Holmes
1. (en) The Stuff of Nightmares, 2013
2. (en) Gods of War, 2014
3. (en) The Thinking Engine, 2015
4. (en) The Labyrinth of Death, 2017
5. (en) The Devil’s Dust, 2018
6. Sherlock Holmes et le Démon de Noël, Bragelonne, 2021 ((en) Sherlock Holmes and the Christmas Demon, 2019)  (ISBN 979-10-281-1269-1)
7. Sherlock Holmes et la Bête des Stapleton, Bragelonne, 2022 ((en) Sherlock Holmes and the Beast of the Stapletons, 2020)  (ISBN 979-10-281-1896-9)
8. Sherlock Holmes et les Trois Terreurs d'hiver, Bragelonne, 2023 ((en) Sherlock Holmes and The Three Winter Terrors, 2021)  (ISBN 979-10-281-1327-8)

#### SérieLes Dossiers Cthulhu
1. Sherlock Holmes et les Ombres de Shadwell, Bragelonne, 2018 ((en) Sherlock Holmes and the Shadwell Shadows, 2016)  (ISBN 979-10-281-0749-9)
2. Sherlock Holmes et les Monstruosités du Miskatonic, Bragelonne, 2019 ((en) Sherlock Holmes and the Miskatonic Monstrosities, 2017)  (ISBN 979-10-281-0283-8)
3. Sherlock Holmes et les Démons marins du Sussex, Bragelonne, 2020 ((en) Sherlock Holmes and the Sussex Sea-Devils, 2018)  (ISBN 979-10-281-1091-8)
4. Sherlock Holmes et les Horreurs de Highgate, Bragelonne, 2024 ((en) Sherlock Holmes and the Highgate Horrors, 2023), trad. Arnaud Demaegd, 432 p.  (ISBN 979-10-281-1487-9)

### SérieFirefly
1. Héros malgré eux, Ynnis, 2020 ((en) Big Damn Hero, 2018)  (ISBN 978-2-37697-042-2)D'après une idée originale de Nancy Holder
2. Les Neuf Mercenaires, Ynnis, 2021 ((en) Magnificent Nine, 2019)  (ISBN 978-2-37697-212-9)
3. (en) The Ghost Machine, 2020
4. (en) Life Signs, 2021

### Romans indépendants
- (en) The Hope, Macmillan, 1990
- (en) Escardy Gap, Pocket Books, 1996Écrit avec Peter Crowther (en).
- Days, Bragelonne, 2005 ((en) Days, Gollancz Books, 1997)  (ISBN 978-2-915549-08-9)
- (en) The Foreigners, Gollancz Books, 2000
- Royaume désuni, Bragelonne, 2008 ((en) Untied Kingdom, Gollancz Books, 2003)  (ISBN 978-2-35294-155-2)
- Gig, Griffe d'Encre, 2009 ((en) GiG:Kim, PS Publishing, 2003)  (ISBN 978-2-917718-10-0)
- (en) Worldstorm, Gollancz Books, 2004
- (en) Provender Gleed, Gollancz Books, 2005